# V-Drums
V-Drums是乐兰推出的电子鼓品牌，采用电子音源和模拟传统原声鼓的打击板，网状鼓面、多触发镲片是其产品的特色。

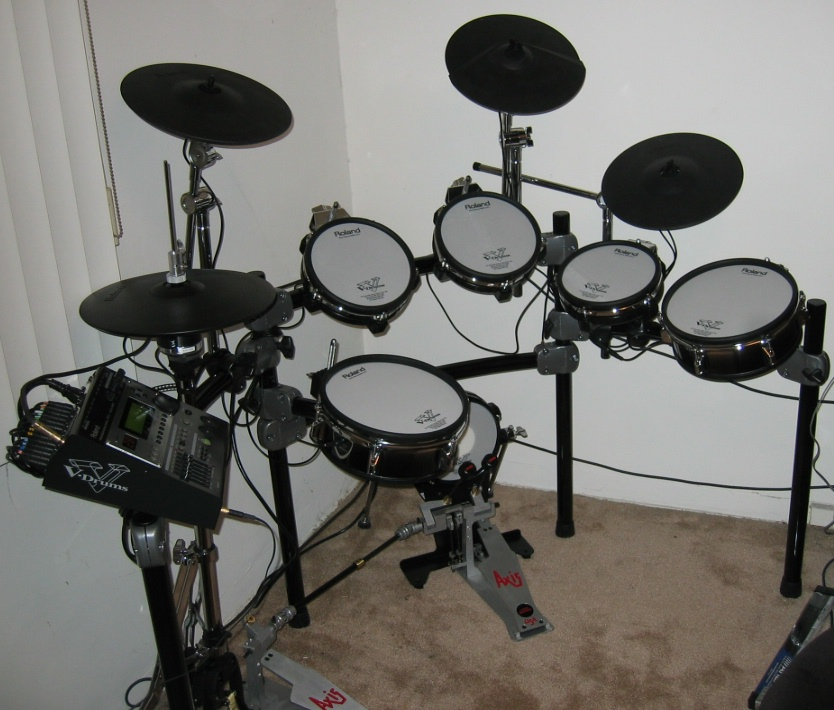
Roland TD-12S V-Stage set

主打产品有TD-30k,TD30kv,TD25kv,TD25k,TD11k,TD11kv